# AWStats
AWStats — генератор отчетов веб-аналитики с открытым исходным кодом, пригодным для анализа данных интернет-сервисов, таких как веб, потокового мультимедиа, почта и FTP. AWStats проводит разбор и анализ журналов сервера, генерируя HTML-отчёты с таблицами и гистограммами.
Статические отчёты могут быть созданы через интерфейс командной строки, или через CGI-сценарии.
Поддерживает большинство основных форматов журналов веб-серверов, включая Apache httpd, WebStar, IIS. Распространяется через SourceForge.net.